# Піддубне (Новоукраїнський район)
Підду́бне — село в Україні, у Рівнянській сільській громаді Новоукраїнського району Кіровоградської області. Населення становить 84 осіб.

## Населення
Згідно з переписом УРСР 1989 року чисельність наявного населення села становила 104 особи, з яких 37 чоловіків та 67 жінок.
За переписом населення України 2001 року в селі мешкало 148 осіб.

### Мова
Розподіл населення за рідною мовою за даними перепису 2001 року:
| Мова       | Відсоток |
| ---------- | -------- |
| українська | 92,86 %  |
| російська  | 5,95 %   |
| молдовська | 1,19 %   |